# 12734 Haruna
12734 Haruna (1991 UF3) là một tiểu hành tinh vành đai chính được phát hiện ngày 29 tháng 10 năm 1991 bởi A. Takahashi và K. Watanabe ở Kitami. Tên Haruna được đặt theo tên của Haruna Takahashi, cô con gái cả sinh năm 1994 của Atsushi Takahashi, người phát hiện ra tiểu hành tinh này đầu tiên.